# Lansdown (Gloucestershire)
Lansdown – dzielnica miasta Cheltenham, w Anglii, w Gloucestershire, w dystrykcie Cheltenham. W 2011 roku dzielnica liczyła 5923 mieszkańców.